# Futbalový štadión OFK Veľký Lapáš
Futbalový štadión OFK Veľký Lapáš – stadion piłkarski w Veľkým Lapášu, na Słowacji. Obiekt może pomieścić 1000 widzów. Swoje spotkania rozgrywają na nim piłkarze klubu OFK 1948 Veľký Lapáš. W latach 2004–2006 stadion gościł rozgrywki drugiego poziomu ligowego.
W 2004 roku OFK Veľký Lapáš awansował do 2. ligi. Przed startem nowego sezonu stadion w Veľkým Lapášu został wyremontowany. W pierwszym sezonie w 2. lidze klub zajął 7. miejsce w tabeli (na 16 zespołów). Po sezonie 2004/2005 doszło do fuzji z FC Nitra, w wyniku czego OFK Veľký Lapáš przystąpił do rozgrywek w kolejnym sezonie pod szyldem rezerw FC Nitry, grając jednak nadal na stadionie w Veľkým Lapášu. Sezon 2005/2006 zespół zakończył na ostatnim, 16. miejscu w tabeli i spadł do niższej klasy rozgrywkowej.